# Area dei tre secondi

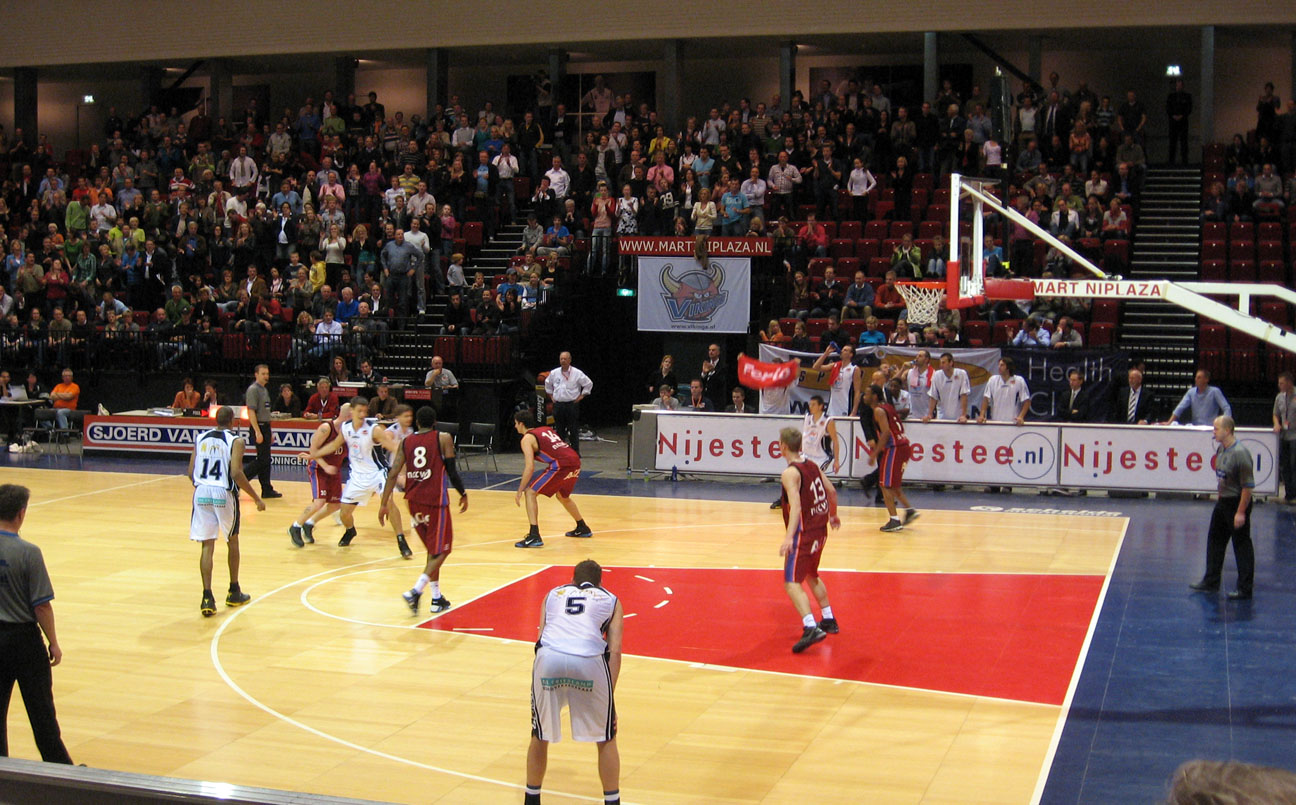
Azione di gioco a Groninga: l'area dei tre secondi è quella colorata di rosso.

Nella pallacanestro, l'area dei tre secondi, o pitturato (in quanto è colorata in modo diverso dal resto del campo per poter essere ben visibile), è una delimitata zona del campo di forma rettangolare. Ve ne sono obbligatoriamente due, sotto i due canestri. Fino al 2010, nelle competizioni FIBA tale area era di forma trapezoidale.
Le aree sono delimitate dalla linea di fondo, per la parte inferiore, e dalla linea del tiro libero, per quella superiore. Le linee laterali sono tracciate congiungendo il prolungamento della linea del tiro libero con un punto situato a due metri e quaranta dal centro della linea di fondo; devono inoltre essere dotate di alcune tacche che indichino gli spazi per il rimbalzo. Le linee esterne sono considerate parte dell'area dei tre secondi, con l'eccezione di quella di fondo. L'area dei tre secondi può essere colorata con la stessa tonalità del cerchio centrale.
La funzione dell'area dei tre secondi è di rendere chiaro agli arbitri se un giocatore in attacco sta commettendo un'infrazione: non è infatti consentito di rimanere al suo interno per più di tre secondi, come indica il nome stesso. Gli arbitri non sono però tenuti a fischiare se il giocatore è in procinto di uscirvi, sta tirando lui o un suo compagno o ha iniziato a palleggiarvi prima che scattassero i tre secondi.